# La Chapelle-Bâton (Deux-Sèvres)
La Chapelle-Bâton település Franciaországban, Deux-Sèvres megyében. Lakosainak száma 415 fő (2022. január 1.). La Chapelle-Bâton Augé, Champdeniers-Saint-Denis, Cherveux, Mazières-en-Gâtine, Saint-Christophe-sur-Roc és Verruyes községekkel határos.

## Népesség
A település népességének változása:
| Lakosok száma | 417  | 406  | 411  | 398  | 398  | 402  | 406  | 411  | 415  |
|               | 2013 | 2015 | 2016 | 2017 | 2018 | 2019 | 2020 | 2021 | 2022 |